# Arotes facialis
Arotes facialis är en stekelart som först beskrevs av Cameron 1886.  Arotes facialis ingår i släktet Arotes och familjen brokparasitsteklar. Inga underarter finns listade.